# Stanovojgebergte
Het Stanovojgebergte (Russisch: Становой хребет; Stanovoj chrebet) of Stanovojrug is een gebergte ten noordoosten van het Baikalmeer en in het zuidwesten van het Russische Verre Oosten. Het maakt deel uit van de Zuid-Siberische gebergtes en is ongeveer 725 kilometer lang en loopt globaal in oost-west richting vanaf de rivier Oljokma naar de rivier Majar en de bronnen van de rivier Oetsjoer, dicht bij de Zee van Ochotsk en scheidt de stroomgebieden van de Lena en Amoer rivieren. Aan westzijde ligt het Stanovojplateau en aan oostzijde het Dzjoegdzjoergebergte. In het Mongools wordt het Soekebajatoer of Soechbaatar genoemd en in het Chinees Buiten-Hinggan  (Vereenvoudigd Chinees: 外兴安岭; Traditioneel Chinees: 外興安嶺; hanyu pinyin: Wài Xīng'ān Lǐng).
Het hoogste punt is de Skalisti met 2482 meter. Het gebergte bevat veel gletsjers, die de belangrijkste bronnen vormen voor de Lena. Het Jablonovygebergte kan worden gezien als een zuidwestelijke verlenging van het Stanovojgebergte.
In het gebergte zijn goud, mica, ijzererts en zeldzame edelmetalen aangetroffen. Het gebergte werd voor het eerst onderzocht en beschreven door de Russische onderzoeker Alexander von Middendorff.
Het gebergte ligt in een bijna onbewoond gebied en werd in de geschiedenis gezien als de grens tussen Rusland en China bij het verdrag van Nertsjinsk in 1689.